# 琉球国朝京都通事郑文英墓
琉球国朝京都通事郑文英墓，位于江苏省淮安市淮阴区王营镇，是中华人民共和国江苏省文物保护单位之一。
该墓是一座清代乾隆年间的古墓葬，墓主人是琉球国使者、朝京都通事郑文英（大岭亲云上）。根据其墓志铭记载，郑文英于乾隆五十八年（1793年）冬十一月十四日前往北京朝贡的途中病逝于淮阴，遂葬于当地。此后途经淮阴的琉球使臣都会来到这里祭拜他，琉球使臣蔡大鼎（伊计亲云上）曾有一首祭拜他的诗作，收录于诗集《北燕游草》之中。
现在发现的墓碑是民国二十五年（1936年）由当地人金应元重新建的。1979年由淮阴市组织人重新整修，并于1995年4月19日，授予江苏省文物保护单位。

## 脚注
1. ↑  .   [2012-07-31]. （原始内容存档于2017-07-31）.